# Sofie Svensson & Dom Där
Sofie Svensson & Dom Där är en svensk musikgrupp från Västerås grundad år 2017 av sångerskan Sofie Svensson (född 1993) samt Robin Jonsson (gitarr) och Andy Bergström (keyboard, gitarr).
Svensson har berättat att hon började publicera musik efter att hon blivit sjukskriven från jobbet som sjuksköterska på Västerås lasarett efter utbrändhet. Första gången hon publicerade musik på YouTube var den 21 januari 2012, fem år innan bandet bildades.
Sommaren 2022 fick gruppen sitt kommersiella genombrott med låten Bubbel på balkongen som Sofie ursprungligen postade på Tiktok den 29 april 2022 under titeln "vad ska låten heta?", och sedan utökade i ett samarbete med duon Elov & Beny efter att dessa tagit kontakt. Låten blev snabbt en av sommarens mest spelade. I oktober 2024 gjorde bandet en låt i samarbete med Magnus Uggla.